# نيت إردمان
نيت إردمان (بالإنجليزية: Nate Erdmann)‏ مواليد 21 نوفمبر 1973 في فورت دودج، هو لاعب كرة سلة أمريكي معتزل. بدأ مسيرته الاحترافية في سنة 1997. تم اختياره من قبل فريق يوتا جاز خلال الدرافت. حمل الرقم 10. يبلغ طوله 6 قدم 5 بوصة (2.0 م). اعتزل اللعب في 2007.

## المسيرة الاحترافية
لعب مع بييلا لكرة السلة من سنة 1998 إلى 2000، ثم لعب مع إس إس فليتشي سكاندون في الدوري الإيطالي في موسم 2000–2001، ثم لعب مع نادي كانتابريا لكرة السلة في الدوري الإسباني في موسم 2004–2005، ثم لعب مع نادي فوتسوافك لكرة السلة في سنة 2005.

## روابط خارجية
- نيت إردمان على موقع سبورتس رفرنس (الإنجليزية)
- نيت إردمان على موقع كرة السلة الأوروبية.كوم (الإنجليزية)
- نيت إردمان على موقع كلية كرة السلة في سبورتس رفرنس.كوم (الإنجليزية)
- نيت إردمان على موقع ريلجم (الإنجليزية)
- نيت إردمان على موقع بروبوليرز (الإنجليزية)
- نيت إردمان على موقع سبورتس رفرنس (الإنجليزية)